# Mur à pêches

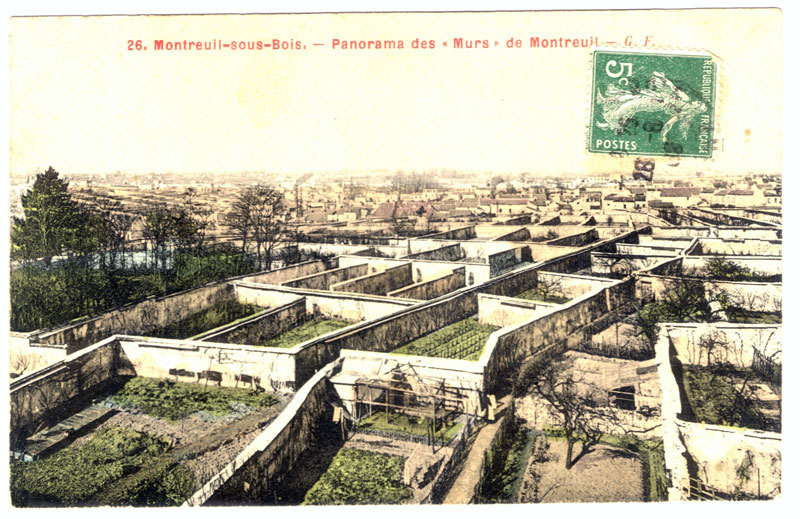
Mur à pêches en Montreuil a principios del siglo XX

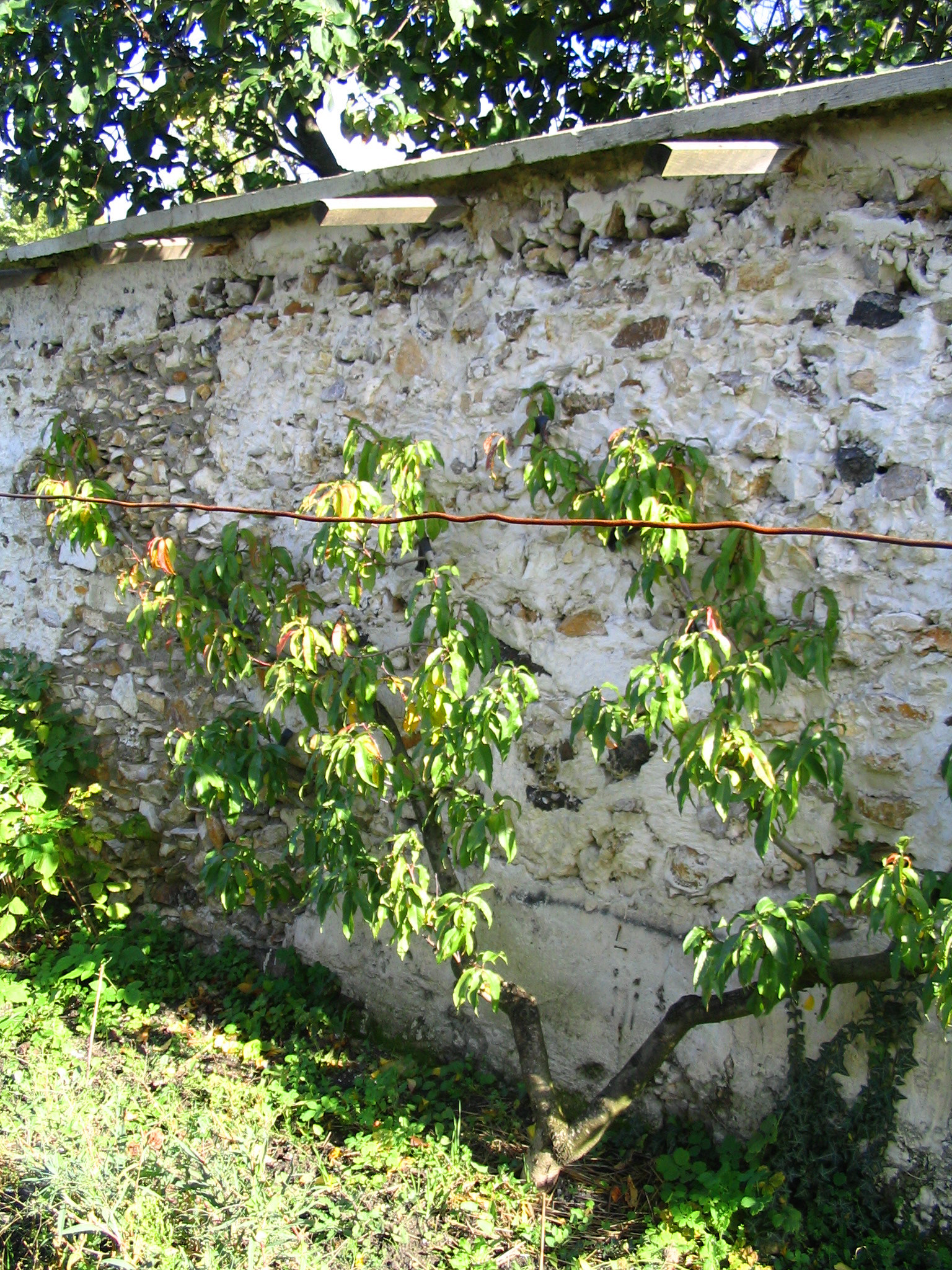
Las ramas se fijan a los muros con clavos.

Los murs à pêches (/myʀs a pɛʃ/ en francés, «muros de duraznos») son un conjunto de muros usados en el norte de Francia (concretamente en Montreuil, Sena-Saint-Denis) para el cultivo de melocotoneros en espaldera. Actualmente, ocupan aproximadamente 35 ha. Fueron introducidos en el siglo XVI condicionando drásticamente el paisaje de Montreuil. Esta técnica de fruticultura permitió con el clima frío de la región parisina la producción de frutas que hasta entonces sólo se podían cultivar en climas más templados de la zona mediterránea. Algo parecido ocurre con la vid (variedad Chasselas) en Thomery.
Los muros se cubren con yeso para aumentar su inercia térmica, es decir, su capacidad de retención de calor. Acumulando energía solar durante el día, los mur à pêches la devuelven por la noche, lo que reduce el riesgo de heladas y acelera la maduración. El suelo de Montreuil es rico en yeso, por lo que es barato y fácil de producir. La mayoría de la producción montreuilense acababa en la vecina París.
En los siglos XX y XXI la producción frutícola de los murs à pêches se ha vuelto marginal, pues la fruta proveniente del sur es más barata y se produce en mayor cantidad. Desde 1994 existe la asociación Murs À Pêches con la intención de salvaguardar esta práctica de cultivo.